# Makak czepkowy
Makak czepkowy (Macaca radiata) – gatunek ssaka naczelnego z podrodziny koczkodanów (Cercopithecinae) w obrębie rodziny koczkodanowatych (Cercopithecidae). 

## Taksonomia
Gatunek po raz pierwszy zgodnie z zasadami nazewnictwa binominalnego opisał w 1812 roku francuski przyrodnik Étienne Geoffroy Saint-Hilaire nadając mu nazwę Cercocebus radiatus. Miejsce typowe to Indie (fr. Habite d’Indie). Z serii typowej którą badał É. Geoffroy Saint-Hilaire zachowały się dwa okazy. W 1851 Isidore Geoffroy Saint-Hilaire na lektotyp wyznaczył zamontowaną skórę (w znaturalizowanej pozycji) z czaszką w środku dorosłego samca (obecna sygnatura MNHN-ZM-2005-952) ze zbiorów Muzeum Historii Naturalnej w Paryżu, która żył w menażerii hrabiny Regnault de Saint-Jean d’Angely od 1801 roku, umierając w niewoli w grudniu 1803 lub styczniu 1804 roku. Drugim okazem (paralektotyp) jest zamontowana skóra (w znaturalizowanej pozycji) bez czaszki młodocianego samca (obecna sygnatura MNHN-ZM-2005-961), który zmarł w niewoli w paryskiej menażerii w 1815 roku. Podgatunek radiata formalnie opisał w 1931 roku brytyjski zoolog Reginald Innes Pocock nadając mu nazwę Macaca radiata diluta. Miejsce typowe to Bhutapandi, Tamilnadu, skrajnie południowe Indie. Holotyp to skóra i czaszka dorosłej samicy (sygnatura BMNH Mammals 1937.5.26.1) ze zbiorów Muzeum Historii Naturalnej w Londynie; okaz zebrał 18 listopada 1915 roku R.S. Pillay.
M. radiata należy do grupy gatunkowej sinica. Jest sympatryczny z M. silenus w zachodniej części jego rozmieszczenia. Zgłoszono przypadki albinizmu. 
Autorzy Illustrated Checklist of the Mammals of the World rozpoznają dwa podgatunki.

### Etymologia
- Macaca: port. macaca, rodzaj żeński od macaco „małpa”; Palmer sugeruje że nazwa ta pochodzi od słowa Macaquo oznaczającego w Kongo makaka i zaadoptowaną przez Buffona w 1766 roku[13].
- radiata: łac. radiatus „promienisty”, od radius „promień, laska”[14].
- diluta: łac. dilutus „słaby, rozcieńczony”, od diluere „rozpuszczać”, od dis „osobno, niezależnie”; luere „robić dobrze”[15].

## Zasięg występowania
Makak czepkowy występuje w zależności od podgatunku:
- M. radiata radiata – makak czepkowy – zachodnie i południowe Indie (Gudźarat, Maharasztra, Andhra Pradesh, Goa, Karnataka, Kerala i Tamilnadu), północna granica rzeki Tapti, na południe do Palani Hills i na południowy wschód do Timbala, w głębi Puducherry. Introdukowany na Maskareny w tym na Mauritius i Reunion, prawdopodobnie w XVI wieku.
- M. radiata diluta – makak jasnobrzuchy – południowo-wschodnie Indie (Kerala i Tamilnadu), od południowego krańca i południowo-wschodniego wybrzeża, na północ do Kambam u południowo-zachodniego podnóża Palani Hills i Puducherry na wschodnim wybrzeżu.

## Morfologia
Długość ciała (bez ogona) samic 34,5–52,5 cm, samców 51,5–60 cm, długość ogona samic 48–63,5 cm, samców 51–69 cm; masa ciała samic 2,9–5,5 kg, samców 5,4–11,6 kg; dorosłe samce są większe od dorosłych samic o 15% w długości ciała i o 75% w ciężarze ciała. Przypomina makaka królewskiego, mały lub średniej wielkości o wydłużonym tułowiu i długim ogonie. Głowa pokryta długimi, staranie ułożonymi włosami; czoło bardzo wysokie, nieowłosione.

## Ekologia
Obszary zadrzewione, w pobliżu rzek. Tworzą liczne grupy z jednym lub kilkoma dorosłymi samcami. Jedną trzecią czasu spędzają na ziemi. Jest wszystkożerny, żywi się zarówno owadami jak i roślinami (przede wszystkim młodymi pędami, owocami i nasionami). 

## Status
Gatunek nie znajduje się pod ochroną, dość szeroko rozprzestrzeniony. Status zagrożenia w zależności od podgatunku:
- M. r. diluta – VU[18]
- M. r. radiata – VU[19]